# Товарный чек
Товарный чек — это документ, подтверждающий покупку конкретного товара у конкретного продавца. Как правило, товарный чек содержит информацию о продавце, название товара, дату продажи и цену изделия. Он также содержит подпись уполномоченного лица, подтверждающую факт покупки товара. Согласно закону, сотрудник торговой фирмы может выдать один товарный чек или сразу два (товарный чек в дополнение к кассовому). 
При продаже товаров продавец обязан по требованию покупателя предоставить ему копию товарного чека для учета. Это законное право покупателя, при нарушении которого продавец может быть оштрафован.  

## Разница между кассовым и товарным чеками
Кассовый чек — это платëжное поручение, оформляемое через кассовый аппарат во время торговой операции. Этот документ имеет установленный формат, на нëм должна быть отображена определённая информация, установленная законом о применении контрольно-кассовой техники при расчётах. Он обязателен, так как является фискальным отчётом для Федеральной налоговой службы (информацию о кассовых операциях в налоговый орган направляет ОФД, получая кодированные сообщения от фискального накопителя).
Товарный чек — это документ, подтверждающий покупку товара. Формат этого чека законодательно не регламентирован, поэтому предприниматели используют образец, установленный компанией, или покупают готовые бланки в типографии. Документ может быть заполнен вручную или с помощью бухгалтерских программ для дальнейшей печати на обычном принтере.
Разница между кассовым и товарным чеком в том, что первый печатается кассиром на кассовом аппарате и содержит фискальные данные, а второй доступен только в бумажном виде.

## Законность выдачи товарного чека без кассового
Если предприниматель работает в режиме ЕНВД и освобождён от обязанности применять фискальные аппараты (кассовые аппараты), то товарный чек может быть оформлен без кассового. В этом случае товарный чек (который приравнивается к чеку кассового аппарата) приобретает дополнительное значение, так как становится единственным документом, подтверждающим факт покупки товара у индивидуального предпринимателя.